# Luzonbrilvogel
De luzonbrilvogel (Zosterops meyeni) is een zangvogel uit de familie Zosteropidae (brilvogels) die  voorkomt in de Filipijnen. Deze vogel is genoemd naar de Duitse botanicus en zoöloog Franz Julius Ferdinand Meyen die het holotype had verzameld tijdens een expeditie rond de wereld in 1930-1932.
De Tagalog naam voor deze vogel is Matang Dulong.

## Kenmerken
De Luzonbrilvogel is een kleine brilvogel en heeft wat weg van de bergbrilvogel (Zosterops montanus). De laatste komt echter alleen voor boven de 1000 meter en heeft donkerder bovendelen en een grijzere onderkant. De twee ondersoorten van de luzonbrilvogel zijn te onderscheiden door de grootte en de kleur van de bovenzijde. Z. m. batanis namelijk is iets groter en feller gekleurd dan z. m. meyeni. Het kop is aan de voorzijde tot aan het oog geel, net als de keel en de onderzijde van de staart. De bovenkant van de vogel is geelgroen, de vogel heeft een opvallende witte oogring. De onderzijde van de borst en buik zijn wit. De snavel is grijs, de ogen zijn bruin met wat geel daardoorheen en de poten grijs.
Deze soort wordt inclusief staart 10 tot 12 centimeter en heeft een vleugellengte van 5 centimeter.

## Verspreiding en leefgebied
Deze vogel komt voor in de Filipijnen en Taiwan en telt twee ondersoorten:
- Z. m. batanis: eilanden tussen Taiwan en de Filipijnen.
- Z. m. meyeni: Luzon, Mindoro en enkele eilanden in de oostelijke Visayas.

De Luzonbrilvogel komt voor in groepen, of samen met andere vogelsoorten in het laagland. Daar is hij te vinden in bossen, bosranden, lage vegetatie, tuinen en gecultiveerde gebieden.

## Voortplanting
De Luzonbrilvogel broedt van april tot en met juni. Het nest heeft de vorm van een klein kopje en is te vinden op een paar meter boven de grond bij de basis van takken van kleine bomen. Deze soort legt 4 vaalblauwe of witte eieren per keer.

## Status
De grootte van de populatie is niet gekwantificeerd maar de soort wordt omschreven als algemeen. Op de Rode lijst van de IUCN heeft deze soort de status niet bedreigd.